# Inocybe olivaceobrunnea
Inocybe olivaceobrunnea är en svampart som beskrevs av J. Favre ex Kuyper 1986. Inocybe olivaceobrunnea ingår i släktet Inocybe och familjen Inocybaceae.   Inga underarter finns listade i Catalogue of Life.